# Finn Crockett
Finn Crockett, né le 30 juin 1999, est un coureur cycliste irlandais d'origine écossaise, qui pratique le cyclisme sur route.

## Biographie
Finn Crockett rejoint en 2022 l'équipe continentale britannique Ribble Weldtite Pro Cycling. Le 24 avril, il gagne la Rutland-Melton International Cicle Classic, sa première victoire internationale. En août, il est sélectionné pour participer aux Jeux du Commonwealth sous les couleurs de l'Écosse. Après s'être classé 22e du contre-la-montre, il arrive au sein du groupe de six coureurs qui se jouent la victoire lors de la course en ligne. Il prend la troisième place au sprint derrière Aaron Gate et Daryl Impey.
En 2023, il remporte également le classement général de la Rás Mumhan, une course du calendrier national irlandais.
Pour la saison 2024, Crockett rejoint l'équipe néerlandaise VolkerWessels. Parallèlement, il prend la nationalité irlandaise afin de représenter l'Irlande et ainsi avoir plus de chance de se qualifier pour les championnats internationaux. Le 24 mai 2024, il remporte son premier succès avec sa nouvelle équipe avec une victoire d'étape au Tour de la Mirabelle. En 2025, il remporte le général du Kreiz Breizh Elites en terminant dans le même temps que le deuxième.

## Palmarès

### Par années
- 2021
  - 3e du Lancaster Grand Prix
- 2022
  - Rutland-Melton International Cicle Classic
  - 3e du Lincoln Grand Prix
  -  Médaillé de bronze de la course en ligne des Jeux du Commonwealth
- 2023
  - Rás Mumhan :
    - Classement général
    - 2e étape

  - 5e étape de la Rás Tailteann
  - Sheffield Grand Prix[4]
  - Beaumont Trophy
  - 2e du Grote Prijs Dr. Eugeen Roggeman
- 2024
  - 1re étape du Tour de la Mirabelle
  - Circuit Mandel-Lys-Escaut
- 2025
  - Classement général du Kreiz Breizh Elites
  - 2e de l'Ilkley Grand Prix
  - 3e de l'Otley Grand Prix
  - 3e de la Kemmel Koerse

### Classements mondiaux
| Année                                 | 2022  | 2023  | 2024 |
| ------------------------------------- | ----- | ----- | ---- |
| Classement mondial                    | 1109e | 2125e | 868e |
| UCI Europe Tour                       | 786e  | nc    | nc   |
|                                       |       |       |      |
| Légende : nc = non classéSource : UCI |       |       |      |